# 並里成
並里 成（なみざと なりと、1989年〈平成元年〉8月7日 - ）は、沖縄県出身のプロバスケットボール選手。ポジションはポイントガード。現在はB1リーグのファイティングイーグルス名古屋に所属している。
井上雄彦が創設したスラムダンク奨学金第1期生としてアメリカに留学、2009年に帰国しリンク栃木ブレックスと契約、プロ選手となる。JBL 2009-10シーズンは栃木で、bjリーグ 2011-12とbjリーグ 2013-14の2シーズンは琉球ゴールデンキングスで優勝メンバーとなった。

## 来歴
沖縄県出身。バスケットボール選手の並里祐は実兄である。コザ中学校から福岡第一高校に進学。
1年時からポイントガードとしてスタメンに選出。ウィンターカップでは強豪の福大大濠高校を下して出場し優勝。1年ながらベスト5に選出され、その類稀な運動能力と度胸溢れるゲームコントロール力が話題となり一気に全国区の注目選手となる。
2年ではその福大大濠に敗れてウィンターカップ出場は逃すもののU-18日本代表に選ばれる。3年ではインターハイ、ウィンターカップいずれにも出場。ウィンターカップでは洛南高校に敗れ準優勝となるものの2度目のベスト5。インターハイでもベスト4まで進んだ。
本人は福岡第一高に進学した理由を「夢はNBA。その為に1年生の時から試合に出て経験を積めて、セネガル人留学生とコミュニケーションがとれる福岡第一に入学した」と語っており、月刊バスケットボールではプレイスタイル等から並里を「ファンタジスタ」と評した。
高校卒業後は井上雄彦が創設したスラムダンク奨学金の第1期奨学生に選ばれ、アメリカのプレップスクールであるサウスケントスクールに留学する。スクールのチームメイトにはアイザイア・トーマスがいた。大学進学を目指した並里は、選手としては一定の評価を受けたが、学業面、特に英語能力が進学に必要なレベルに達しなかったため、進学を断念し、帰国。2009年7月、リンク栃木ブレックスと選手契約を結び、プロ選手となった。JBLでの高卒ルーキーは川村卓也に次いで2人目であり、平成生まれの選手もJBLでは初めてであった。
JBL 2009-10シーズンに栃木はJBL初優勝を果たすが、並里は出場試合数18、出場時間は1試合平均4.9分と、限られた出場機会しか得られなかった。
翌、JBL 2010-11シーズンも満足な出場機会を得られなかったため、並里は栃木との契約を更新せず、NBAに挑戦する。しかし当時、NBAはロックアウトが行われており、選手契約につなげるためのプレシーズンゲームさえ行われない状態だった。並里はbjリーグでのプレイを希望したものの、bjリーグのチームと契約するためにはリーグ主催のトライアウトに参加する必要があり、bjリーグ 2011-12シーズンのトライアウトは既に終了していた。bjリーグのコミッショナー河内敏光は特例として並里のリーグ加入を認め、2011-12シーズンは入札によって所属を決定し、翌2012-13シーズンはドラフト会議で交渉権を決定することになった。結果、並里は保有権を落札した琉球ゴールデンキングスと契約する。
2011-12シーズン開幕直前の9月に開催されたアジアバスケットボールリーグ・マルコポーロカップチャンピオンシップでベストファイブに選ばれた並里は、レギュラーシーズン52試合に全てに出場し、1試合平均で11.0得点を記録した。ファイナルでは浜松・東三河フェニックスを相手に15得点、5アシストを記録し、勝利に貢献。JBLとbjリーグの両方のリーグで優勝を経験することとなった。また2012年1月に行われたbjリーグオールスターゲームには、ファン投票ガード部門2位で選出された。
シーズン終了後に行われたドラフト会議では、琉球が1巡目で指名した。2012年9月17日、NBA挑戦と平行して選手活動を続ける条件で、沖縄と契約する。
2012-13シーズン、2012年11月17日の大分ヒートデビルズでは試合終了直前まで同点であった中、並里が残り1秒でスリーポイントを決め勝利。並里は12月19日の浜松・東三河フェニックス戦でも、試合終了間際に決勝点となるスリーポイントを成功させた。このシーズン、並里は50試合に出場し、キャリア最高となる1試合平均11.5得点、6.2アシストを記録し、ベストファイブに選出された。また、このシーズンもファン投票によってオールスターゲームに選出された。チームはレギュラーシーズンを、開幕15連勝を含む42勝10敗で終え、リーグ歴代最高勝率を達成したものの、プレイオフでシーズン5位の京都ハンナリーズに敗れ、ファイナルズ進出さえ果たせなかった。
シーズン終了後、並里は契約を更新せず、再びNBAに挑戦するため、アメリカへ渡った。アメリカではNBA選手やアマチュア選手が参加するドリューリーグに参加し、NBAデベロップメント・リーグドラフト候補に名前があがったものの、指名されなかった。
2014年2月、琉球ゴールデンキングスと再び契約。bjリーグ 2013-14シーズンの大半を消化した状況での加入だったが、並里は16試合に出場し1試合平均5.0得点、2.9のアシストを記録した。チームはこの年2年ぶりにリーグ優勝を果たした。
bjリーグ 2014-15シーズン、並里は52試合に出場し、7.8得点、3.0アシストを記録する。シーズン終了後、並里は琉球との契約を更新せず、かつて琉球を率いた桶谷大がヘッドコーチを務める大阪エヴェッサへ移籍した。
bjリーグ 2015-16シーズン、並里はレギュラーシーズン全52試合に出場し、平均8.0得点、4.3アシストを記録する。チームはレギュラーシーズンを6位で終えプレーオフに進出、ファーストラウンドでは3位の島根スサノオマジックを下すも、地区準決勝で古巣・琉球に敗れ、ファイナルズ進出を逃した。シーズン終了後、並里は大阪との契約を更新せず、NBA挑戦のため渡米する。
アメリカではB.LEAGUEの事業の一環として畠山俊樹、高山師門と共にNBAデベロップメント・リーグのトライアウトを受験した。その後もアメリカでトレーニングを続け、Dリーグ入りのドラフト指名候補になったものの、指名するチームは無かった。並里は日本に戻り、11月11日に滋賀レイクスターズと選手契約を結んだ。滋賀でヘッドコーチを務める遠山向人は、並里が琉球に所属していた2012-13シーズンに、琉球のヘッドコーチを務めていた。

## 個人成績
| シーズン | チーム | GP | GS | MPG  | FG%  | 3P%  | FT%  | RPG | APG | SPG | BPG | TO  | PPG  |
| -------- | ------ | -- | -- | ---- | ---- | ---- | ---- | --- | --- | --- | --- | --- | ---- |
| 2009-10  | 栃木   | 18 | 0  | 4.9  | 43.3 | 0.0  | 66.7 | 0.7 | 0.7 | 0.1 | 0.0 | 0.9 | 2.3  |
| 2010-11  | 栃木   | 10 | 0  | 7.4  | 30.8 | 14.3 | 44.4 | 0.8 | 1.0 | 0.1 | 0.0 | 0.7 | 2.1  |
| 2011-12  | 沖縄   | 52 | 40 | 27.2 | 41.7 | 30.4 | 64.2 | 4.1 | 4.2 | 1.2 | 0.1 | 2.2 | 11.0 |
| 2012-13  | 沖縄   | 50 | 49 | 29.0 | 37.8 | 26.7 | 72.3 | 4.8 | 6.2 | 1.5 | 0.1 | 2.2 | 11.5 |
| 2013-14  | 沖縄   | 16 | 0  | 20.2 | 29.7 | 28.6 | 70.0 | 2.4 | 2.9 | 1.0 | 0.1 | 1.9 | 5.0  |
| 2014-15  | 沖縄   | 52 | 3  | 21.7 | 38.4 | 33.3 | 74.1 | 3.1 | 3.0 | 0.8 | 0.1 | 1.3 | 7.8  |
| 2015-16  | 大阪   | 52 | 25 | 24.6 | 39.5 | 25.6 | 70.9 | 3.2 | 4.3 | 1.3 | 0.1 | 1.7 | 8.0  |
| 2016-17  | 滋賀   |    |    |      |      |      |      |     |     |     |     |     |      |

|}